# Якубяны
Якубяны (словац. Jakubany) — село, община в округе Стара Любовня, Прешовский край, Словакия. Расположено на севере восточной Словакии к югу от окружного центра.
Впервые упоминается в 1322 году.
В селе есть греко-католическая церковь св. Петра и Павла, построенная в 1911 года.

## Населення
| Год:                | 1994 | 2004     | 2014     | 2024    |
| ------------------- | ---- | -------- | -------- | ------- |
| Количество человек: | 2218 | 2488     | 2740     | 2924    |
| Разница:            |      | +12,17 % | +10,12 % | +6,71 % |

Национальный состав населения (по данным последней переписи населения — 2001 год):
- словаки — 81,04%
- цыгане — 15,65%
- русины — 2,36%
- украинцы — 0,21%

Состав населения по принадлежности к религии состоянию на 2001 год::
- греко-католики — 90,10%,
- римо-католики — 6,00%,
- православные — 2,86%,
- не считают себя верующими или не принадлежат к одной вышеупомянутой церкви — 0,99%